# Ares Teixidó
Ares Teixidó Domínguez (Lérida, 19 de enero de 1987) es una reportera, actriz, locutora, presentadora y colaboradora de televisión española.

## Biografía

### Primeros años
Ares Teixidó nació en Lérida el 19 de enero de 1987. Comenzó trabajando como modelo fotográfica de revistas y catálogos mientras cursaba estudios de interpretación en Lérida. Su carrera profesional dio comienzo en el año 2001, presentando el programa de radio infantil El núvol en COM Ràdio.
Además, durante los años 2005 y 2006 colabora en diversos programas de la televisión local La Mañana TV. En marzo de 2007 se incorpora al programa Condició Femenina de Canal Català TV donde ejerce como colaboradora hasta junio de 2008. Paralelamente, se incorpora al equipo de Xtop de 8tv en la temporada estival de 2007 y durante el verano de 2008 se hace cargo del programa Voyeurs de Canal Català TV y del programa + Q Póker en el mismo canal, donde también es la directora de casting.
Durante el verano de 2009 se convierte en colaboradora del programa radiofónico Quédate conmigo de Onda Cero. Más tarde presenta el programa de radio No son hores en Onda Cero Cataluña.

### Etapa en Mediaset
En septiembre de 2009 da el salto a la televisión nacional como reportera del programa nocturno Mientras duermes de Telecinco. Posteriormente, desde octubre de 2010 hasta enero de 2012 es reportera del espacio Vuélveme loca en Telecinco. En julio de 2011 empieza su etapa como colaboradora habitual del programa No le digas a mamá que trabajo en la tele en Cuatro.
El verano de 2014 da el salto a la televisión nacional como presentadora en el programa Cazamariposas XXL de Telecinco. En octubre de 2014 se incorpora al equipo de Gran Hermano: El Debate en Telecinco, presentado por Jordi González, donde colabora como comentarista.
En enero de 2015 ofrece su cara más mediática y con la que alcanza su salto definitivo a la popularidad, participando en la tercera edición española del concurso de telerrealidad, Gran Hermano VIP durante siete semanas.
Entre abril y mayo de 2015 colabora comentando, Supervivientes: El Debate, espacio presentado por Raquel Sánchez Silva. En agosto de 2015 se estrena como colaboradora del programa Trencadís en 8tv, presentado por Sandra Barneda. En septiembre del mismo año vuelve como comentarista en los programas de Gran Hermano 16: El Debate y GH 16: Límite 48 horas.
En 2019, la presentadora regresó a Mediaset España para colaborar en el Debate de Gran Hermano Dúo.

### Etapa en Atresmedia
Desde febrero a junio de 2010 es reportera y colaboradora del programa Ya te digo de Neox. El verano de 2010 se convierte en reportera del programa SummerTime en LaSexta.
En septiembre de 2016 Antena 3 anuncia su fichaje para presentar el programa El amor está en el aire junto a Juan y Medio. Además, a finales del mismo año se anunció que sería la presentadora del especial de Nochevieja de Antena 3 llamado La vuelta al año en un zapping junto a Jorge Fernández. En febrero de 2017 se conoció su incorporación como colaboradora al programa de La Sexta Zapeando.

### Etapa en autonómicas
Desde enero de 2017 hasta mayo de ese mismo año presenta en TV3 el concurso Tot o res. En septiembre de ese mismo año colabora en el programa Tarda Oberta presentado por Ruth Jiménez en el mismo canal.
Paralelamente, en agosto de 2017 se anuncia su fichaje en Telemadrid para presentar el concurso Hazlo por mil. El programa se mantiene en antena hasta diciembre de 2018.
En marzo de 2018 comenzó a colaborar en el programa deportivo Los infiltrados, presentado por Vador Lladó y emitido en Gol. En el programa se mantuvo hasta finales de 2019. En 2020, coincidiendo con la pandemia por el COVID-19, presenta el programa Influmierders en Teve.cat. En agosto de 2021 comenzó a presentar el programa La revolución sexual en 8tv.

### Otros trabajos
En 2012 presentó el programa Ñam, Ñam en Canal Cocina junto a Dario Barrio.
En cuanto a su faceta interpretativa, protagonizó un cortometraje en 2012 llamado Primer Aniversario. En 2013 participa como actriz en el videoclip de Pedro Giménez llamado «Camino a San Antonio» y en 2014 hace un cameo para la serie de Antena 3 Bienvenidos al Lolita. En 2018 actúa en el videoclip de Melendi «Besos a la Lona».
En 2016 participa como jueza en el certamen Mister España Internacional 2016 y al año siguiente presenta la gala Mister España Internacional 2017 y Miss Mundo España 2017.
En abril de 2017 participa en la obra de teatro Dreams, junto a Alex Casademunt. Más tarde, en octubre del mismo año, participa en la obra Ring Ring junto a Sergi Cervera, donde interpreta a Mariana. En 2020 vuelve a protagonizar la obra de teatro Dreams junto a Alex Casademunt, esta vez renombrada a Agencia Dreams. En 2021 protagoniza la obra de microteatro Ya no te quiero, escrita por Begoña Mencía.

## Trayectoria

### Programas de televisión
| Año                    | Título                                    | Cadena          | Notas        |
| ---------------------- | ----------------------------------------- | --------------- | ------------ |
| 2007                   | Xtop                                      | 8tv             | Reportera    |
| 2007 - 2008            | Condició Femenina                         | Canal Català TV | Colaboradora |
| 2008                   | Voyeurs                                   | Canal Català TV | Presentadora |
| 2009 - 2010            | Mientras duermes                          | Telecinco       | Reportera    |
| 2010                   | Ya te digo                                | Neox            | Reportera    |
| 2010                   | Summertime                                | La Sexta        | Reportera    |
| 2010 - 2011            | Vuélveme loca                             | Telecinco       | Reportera    |
| 2011                   | No le digas a mamá que trabajo en la tele | Cuatro          | Colaboradora |
| 2012                   | Ñam Ñam                                   | Canal Cocina    | Presentadora |
| 2014                   | Cazamariposas                             | Telecinco       | Presentadora |
| 2014 - 2016            | Gran Hermano: El Debate                   | Telecinco       | Colaboradora |
| 2015                   | Gran Hermano VIP                          | Telecinco       | Concursante  |
| 2015                   | Supervivientes: El Debate                 | Telecinco       | Colaboradora |
| 2015 - 2016            | Trencadís                                 | 8tv             | Colaboradora |
| 2016 - 2019            | Gran Hermano VIP: El Debate               | Telecinco       | Colaboradora |
| 2016                   | El amor está en el aire                   | Antena 3        | Presentadora |
| 2016                   | La vuelta al año en un zapping            | Antena 3        | Presentadora |
| 2017                   | Tot o res                                 | TV3             | Presentadora |
| 2017                   | Tu cara me suena                          | Antena 3        | Invitada     |
| 2017                   | ¡Ahora caigo!                             | Antena 3        | Invitada     |
| 2017                   | Espejo público                            | Antena 3        | Invitada     |
| 2017 - 2018; 2023-2024 | Zapeando                                  | La Sexta        | Colaboradora |
| 2017-2018              | Tarda Oberta                              | TV3             | Colaboradora |
| 2017-2018              | Hazlo por mil                             | Telemadrid      | Presentadora |
| 2018 - 2019            | Los infiltrados                           | GOL             | Colaboradora |
| 2019                   | GH Dúo: El Debate                         | Telecinco       | Colaboradora |
| 2020                   | Influmierders                             | Teve.cat        | Presentadora |
| 2021                   | Sálvame                                   | Telecinco       | Invitada     |
| 2021                   | Sexual Revolution                         | 8tv             | Presentadora |
| 2022                   | La gran confusión                         | La 1            | Colaboradora |
| 2022-2023              | Ares Revolution                           | 8tv             | Presentadora |
| 2023                   | La vida sin filtros                       | Telecinco       | Colaboradora |
| 2023                   | Vamos a llevarnos bien                    | La 1            | Colaboradora |
| 2023                   | Pasapalabra                               | Antena 3        | Invitada     |
| 2024                   | Está el horno para bollos                 | Playz           | Presentadora |
| 2025                   | La familia de la tele                     | La 1            | Reportera    |

### Programas de radio
| Año         | Título          | Emisora            | Notas        |
| ----------- | --------------- | ------------------ | ------------ |
| 2001        | El núvol        | COM Ràdio          | Presentadora |
| 2009        | Quédate conmigo | Onda Cero          | Colaboradora |
| 2009 - 2010 | No son hores    | Onda Cero Cataluña | Presentadora |
| 2018        | Bac Up          | Ràdio Flaixbac     | Colaboradora |

### Series de televisión
| Año  | Título                | Cadena         | Personaje       | Notas      |
| ---- | --------------------- | -------------- | --------------- | ---------- |
| 2014 | Bienvenidos al Lolita | Antena 3       | Reportera       | 1 episodio |
| 2023 | La mesías             | Movistar Plus+ | Presentadora TV | 1 episodio |

### Películas
| Año  | Título             | Personaje     | Director              | Notas        |
| ---- | ------------------ | ------------- | --------------------- | ------------ |
| 2012 | Primer aniversario | Lucía         | Pablo Silva González  | Cortometraje |
| 2022 | Takbir             | Novia Ricardo | Jordi Calvet San José | Cortometraje |
| 2024 | A una bala         | Mónica        | Jordi Calvet San José | Cortometraje |

### Obras de teatro
| Año        | Título          | Personaje | Notas           |
| ---------- | --------------- | --------- | --------------- |
| 2017; 2020 | Agencia Dreams  | Sonia     | Papel principal |
| 2017       | Ring Ring       | Mariana   | Papel principal |
| 2021       | Ya no te quiero | María     | Papel principal |